# Esmée de la Bretonière
Esmée de la Bretonière (Amsterdam, 12 april 1973) is een Nederlands actrice die in 1992 op achttienjarige leeftijd debuteerde naast Monique van de Ven in De Johnsons, een film van Rudolf van den Berg. Naast haar acteerwerk werkte De la Bretonière als fotomodel.

## Biografie
De la Bretonière is de dochter van de Amsterdamse schoenen- en tassenontwerper Fred de la Bretonière. Ze volgde opleidingen in Antwerpen (toneelopleiding van het Koninklijk Conservatorium) en Amsterdam (Kleinkunstacademie).

## Carrière
In het filmepos Gordel van smaragd (1997) speelde De la Bretonière samen met Pierre Bokma de hoofdrol. In The Delivery van Roel Reiné speelde ze een gangsterliefje. 
Naast films speelde De la Bretonière ook in verschillende tv-series. In de periode 2000-2001 speelde ze in honderd afleveringen van de soapserie Goudkust. In 2004-2005 speelde ze in de serie  Het Glazen Huis. In het derde en laatste seizoen van Voetbalvrouwen (2009) speelde De la Bretonière de rol van Roswita, de vriendin van Mickey (Stephan Evenblij).

## Filmografie
| Film      | Film                              | Film                               | Film                                                                       |
| Jaar      | Productie                         | Rol                                | Opmerkingen                                                                |
| --------- | --------------------------------- | ---------------------------------- | -------------------------------------------------------------------------- |
| 1992      | De Johnsons                       | Emalee Lucas                       |                                                                            |
| 1996      | Weg                               | Sonja                              |                                                                            |
| 1997      | Gordel van smaragd                | Ems Pons                           |                                                                            |
| 1999      | The Delivery                      | Anna                               |                                                                            |
| 2001      | You2                              | Yvonne                             | Korte film                                                                 |
| 2004      | Buren                             | Sarah                              | Korte film                                                                 |
| 2007      | Timboektoe                        | moeder Nona                        |                                                                            |
| 2024      | Loverboy: Emoties uit             | Anita                              |                                                                            |
| Televisie |                                   |                                    |                                                                            |
| Jaar      | Productie                         | Rol                                | Opmerkingen                                                                |
| 1992 1995 | Twaalf steden, dertien ongelukken | "Onbekend"                         | Afl. Een schertsvertoning Afl. Breekbaar                                   |
| 1997      | Sterker dan drank                 | Esther                             | Afl. Droogzwemmen                                                          |
| 1998 2000 | Baantjer                          | Anja 'Lotus' Langeweg Sylvana Smit | Afl. De Cock en de moord in het donker Afl. De Cock en de moord op de tuin |
| 2000-2001 | Goudkust                          | Irene Verweijden                   | Vaste rol                                                                  |
| 2002      | Costa!                            | Boni                               | Vaste rol                                                                  |
| 2002      | Hartslag                          | Pien van Dijken                    | Afl. Auf Wiedersehen                                                       |
| 2004      | Het Glazen Huis                   | Simone van Heugten                 | Recurring                                                                  |
| 2006      | Boks                              | Celia Bentveld                     | Afl. Wie schrijft die blijft                                               |
| 2006      | Grijpstra & De Gier               | Esmee Walraven                     | Afl. Eenzame hoogte                                                        |
| 2009      | Voetbalvrouwen                    | Roswita                            | Afl. De ontmaskering                                                       |
| 2012      | Samen Single                      | Single                             |                                                                            |
| 2017      | De Spa                            | Irene de Gier                      | Aflevering 11 Aflevering 12                                                |